# 스야마촌 (시즈오카현)
스야마촌(일본어: 須山村)은 일본 시즈오카현의 동부 슨토군에 속해있던 촌이다. 현재의 스소노시에 해당한다.

## 역사
- 1889년 4얼 1일 - 정촌제 시행에 의해 슨토군 스야마촌이 성립하였다.
- 1899년 7월 7일 - 도미오카촌과 조합이 해소되었다.
- 1957년 9월 1일 - 도미오카촌과 함께 스소노정에 편입되었다.

## 교통

### 철도
촌내에는 철도 노선이 존재하지 않았다. 고텐바선 이와나미역 및 고텐바역에서 버스로 약 20분이 걸린다. 

## 참고문헌
- 裾野市史編さん専門委員会 編『裾野市史』第9巻 通史編2、裾野市、2000年3月。